# 約翰·特林考斯
約翰·W·特林考斯（英語：John W. Trinkaus，1925年7月17日—2017年11月11日）是一名美國商業顧問、管理與行為研究員、工程師。2003年，特林考斯因「一絲不苟地收集數據，並就令他惱火的事情發表了80多篇詳細的學術報告」而獲得搞笑諾貝爾獎的文學獎。因此，他的研究得到主流媒體的報道，《紐約時報》、《新聞周刊》和其他媒體都對他進行了報導。

## 生平
特林考斯曾在第二次世界大戰中服役於美國陸軍航空軍。戰後，他在紐約大學主修電機工程，隨後在班迪克斯公司、柯蒂斯-萊特公司和史派里公司擔任工程師，之後開始學術生涯。1961年，特林考斯獲得紐約市立大學柏魯克分校工程管理碩士學位，1976年又獲得紐約大學管理學博士學位。
特林考斯曾在紐約市立大學柏魯克分校齊克林商學院任教，最後成為管理學教授和院長，並曾擔任聖若望大學客座特聘教授。他的研究興趣包括高管教育、管理思想史以及對各種社會實踐的觀察。除學術工作外，特林考斯也為福特基金會、美國小企業管理局和商業機會種族間理事會提供諮詢。特林考斯尤其積極推動和促進少數族裔新創企業的發展，並研究非裔美國人對美國管理史和管理思想的貢獻。
特林考斯與妻子艾琳育有三個孩子。他於2017年11月11日在紐約州新海德公園去世，享耆壽92歲。

## 搞笑諾貝爾獎
2003年，特林考斯因「一絲不苟地收集數據，並發表了80多篇關於令他惱火的事情的詳細學術報告」而獲得搞笑諾貝爾獎的文學獎。其中包括關於以下方面的研究：
- 在超市排隊的人購買商品的數量
- 駕駛在停車標誌前完全停車的頻率
- 看醫生的平均等候時間
- 青菜的口味偏好
- 多少人為教堂裡的蠟燭買單
- 有多少人反著戴棒球帽

特林考斯發表的許多文章都是以觀察和統計事物發生情況為基礎的簡短報告。他的大部分文章都發表在兩本期刊上，這兩本期刊都是由羅伯特·B·阿門斯所創辦的：《感知與運動技能》和《心理學報告》。他在不同年份重複了相同的研究，普遍發現隨著時間的推移，壞習慣越來越普遍。特林考斯的研究為他贏得媒體的認可，包括成為全國公共廣播電台、《紐約時報》、《新聞周刊》、《新科學人》的報導主題。